# Azoospermia
Azoospermia – laboratoryjny obraz niepłodności polegający na całkowitym braku plemników w ejakulacie.

## Przyczyny
Przyczyny azoospermii można podzielić na:
1. przedjądrowe, np. przyczyny genetyczne: zespół Klinefeltera, zespół Kallmanna, mikrodelecje w rejonie genu AZF (azoospermia factor) znajdującego się na długim ramieniu chromosomu Y, oraz przyczyny hormonalne (hipogonadyzm hipogonadotropowy)
2. jądrowe, spowodowane niedorozwojem, zanikiem lub utratą jąder albo zaburzeniem ich czynności wskutek działania czynników fizycznych (wysoka temperatura, promieniowanie), efektów ubocznych niektórych leków, a także radioterapii i chemioterapii
3. pozajądrowe, np. niedrożność dróg wyprowadzających nasienie, nieobecność nasieniowodów – mutacja CFTR

## Diagnostyka
Azoospermię stwierdza się podczas ogólnego badania nasienia. Jeżeli w preparacie bezpośrednim nie obserwuje się plemników, należy odwirować nasienie i wykonać preparat mikroskopowy z uzyskanego osadu. Dopiero brak plemników w osadzie pozwala na stwierdzenie azoospermii. Badanie ogólne nasienia należy wykonać przynajmniej dwukrotnie.
Azoospermia wymaga dalszej diagnostyki w celu ustalenia przyczyny niepłodności:
1. badania hormonalne (FSH, LH, testosteron, prolaktyna)
2. biopsja histologiczna jąder (pozwala stwierdzić obecność lub brak spermatogenezy w kanalikach nasiennych (zespół samych komórek Sertolego) oraz na wczesne wykrycie nowotworu jąder[1])
3. badania genetyczne (kariotyp, mutacje AZF i CFTR) oraz doradztwo genetyczne przed zastosowaniem metod rozrodu wspomaganego[2]

## Leczenie
Przy obecnym zaawansowaniu medycyny istnieje szansa na potomstwo nawet dla mężczyzn z azoospermią.
- W niedrożności stosuje się mikrochirurgiczną korekcję dróg wyprowadzających nasienie, najlepiej z jednoczesnym pobraniem plemników z najądrza w celu późniejszego wykorzystania do technik wspomaganego rozrodu w sytuacji gdy operacja nie powiedzie się.

- Należy usunąć czynnik wywołujący jądrowe zaburzenia spermatogenezy, jeżeli jest to możliwe (sterydy anaboliczne, wysoka temperatura).

- W zaburzeniach hormonalnych stosuje się leczenie gonadotropiną kosmówkową i gonadotropinami menopauzalnymi (ang. HMG – human menopausal gonadotropins) w celu pobudzenia spermatogenezy.

- W przypadku mutacji AZF-b i c możliwe jest posiadanie biologicznego potomstwa po zastosowaniu metod wspomaganego rozrodu (np. TESE (mikrochirurgiczne pobranie plemnika z jądra, ang.: testicular sperm aspiration), MESA (mikrochirurgiczne pobranie plemnika z najądrza, ang.: microsurgical epididymal sperm aspiration) oraz następnie wykonanie ICSI.